# L'Arboçar (Tarragona)
L'Arboçar, coneguda popularment com a platja Waikiki, és una platja a redós de la Cala Fonda al terme municipal de Tarragona a la comarca del Tarragonès.
La platja està situada entre la punta de la Creueta (oest) i la Roca Plana (est) 300 m al sud-oest de la Torre del Mas d'en Grimau i a 500 m al sud de la línia de ferrocarril i la carretera N-340.
La platja és al mig del Bosc de la Marquesa i dins l'àrea del PEIN Tamarit Punta de la Móra, que cogestiona l'entitat DEPANA. Per accedir-hi cal caminar des de la platja Llarga, uns 3 km en direcció est.
Va ser guardonada el 2012 amb el premi platges verges del litoral de Tarragona. Té una longitud de 200 m, i una amplada mitjana de 25 m. És de sorra fina i en temporada es neteja setmanalment. No hi ha servei de socorrisme. S'hi practica el nudisme.